# Homalanthus populifolius
Homalanthus populifolius är en törelväxtart som beskrevs av Robert Graham. Homalanthus populifolius ingår i släktet Homalanthus och familjen törelväxter. Inga underarter finns listade i Catalogue of Life.

## Bildgalleri

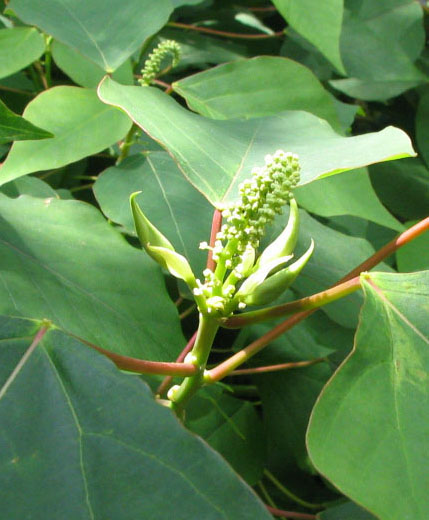
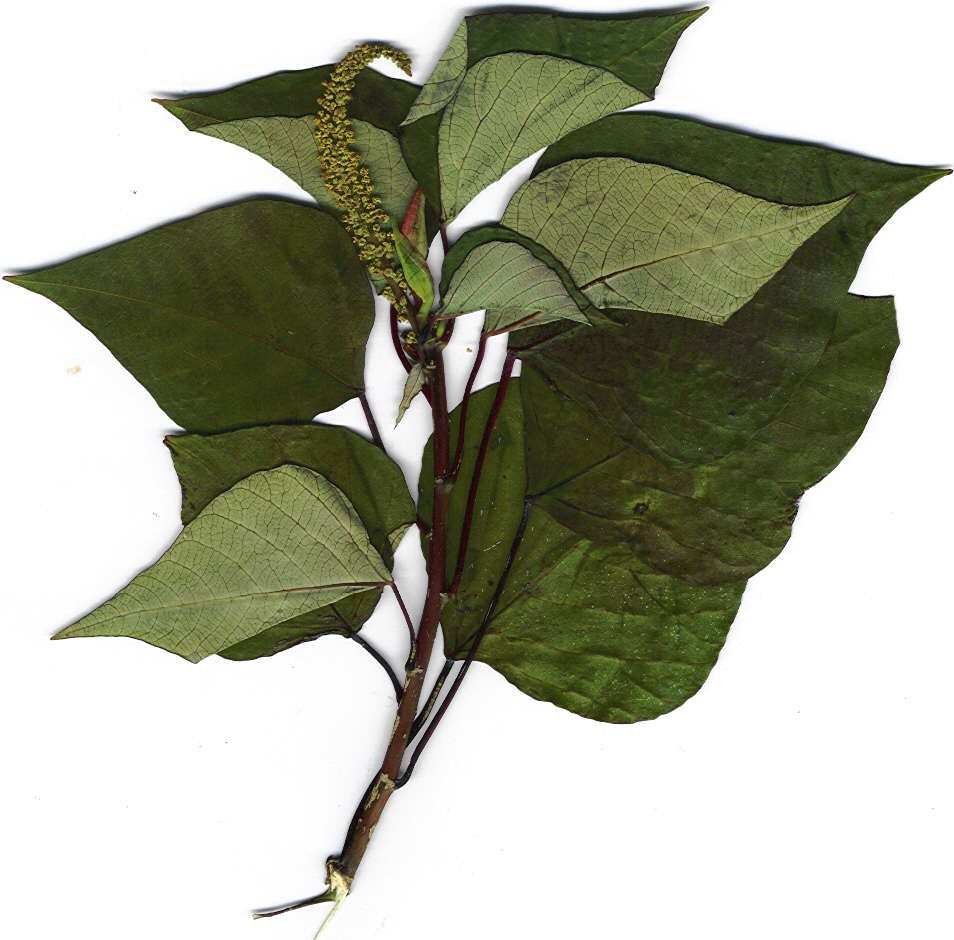
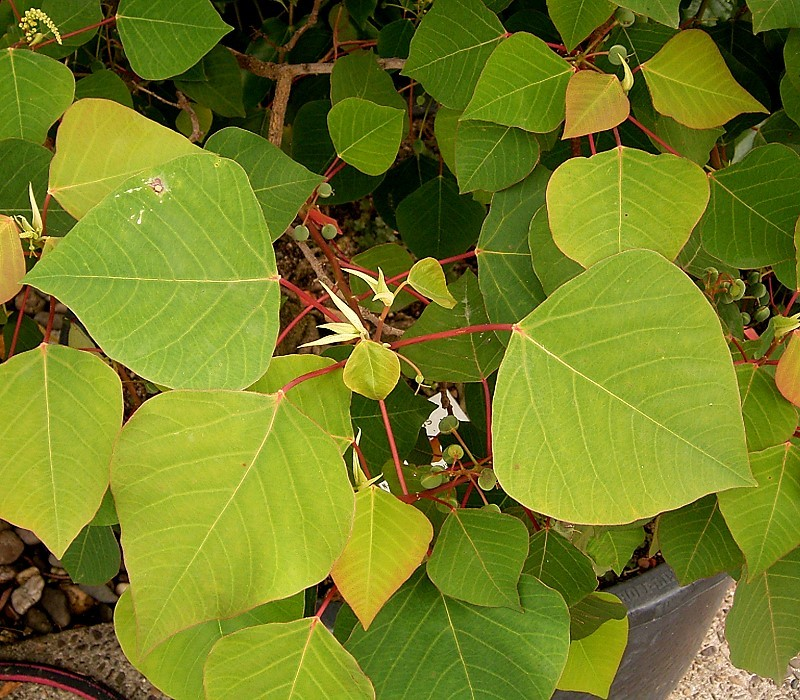
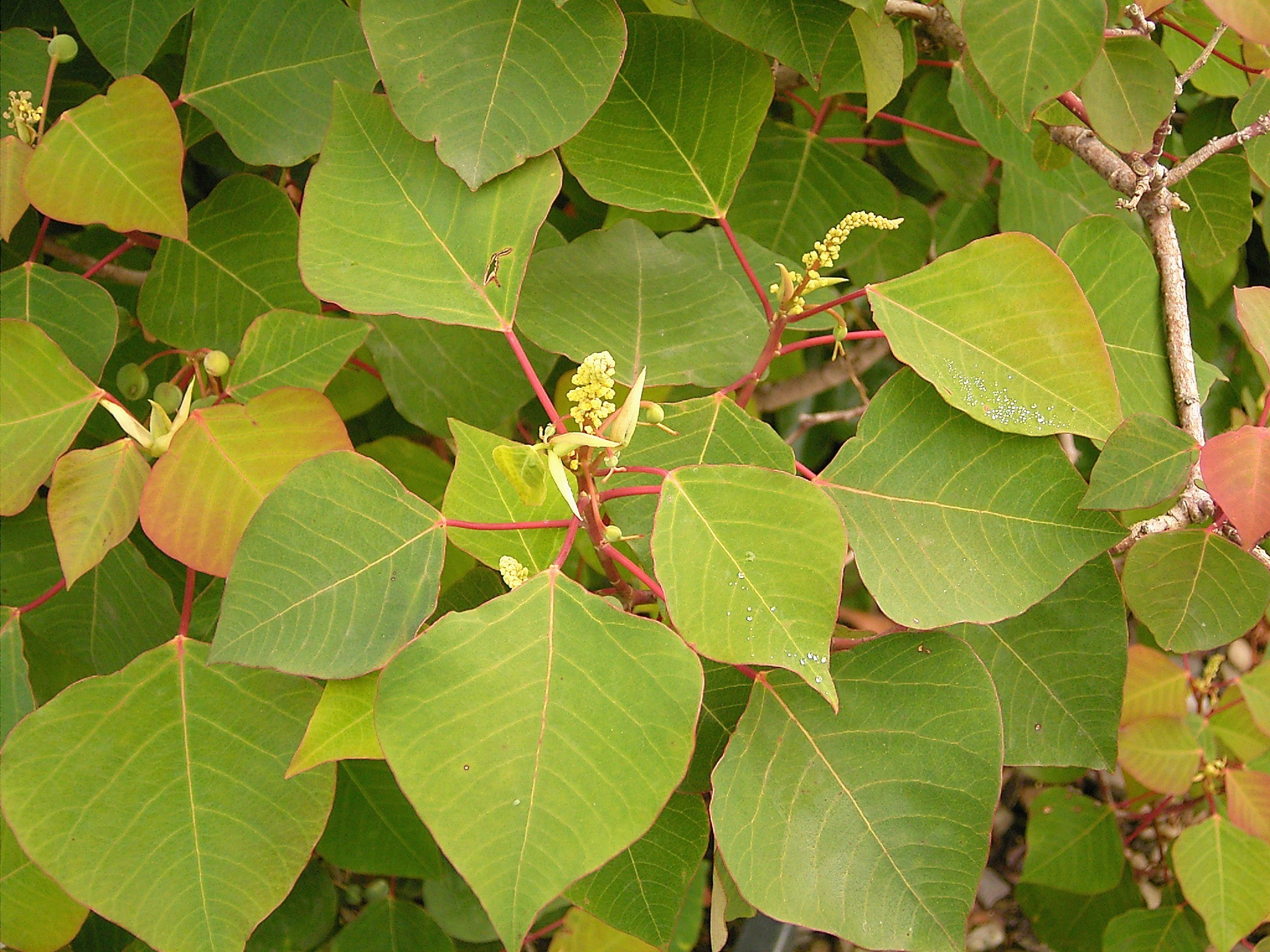
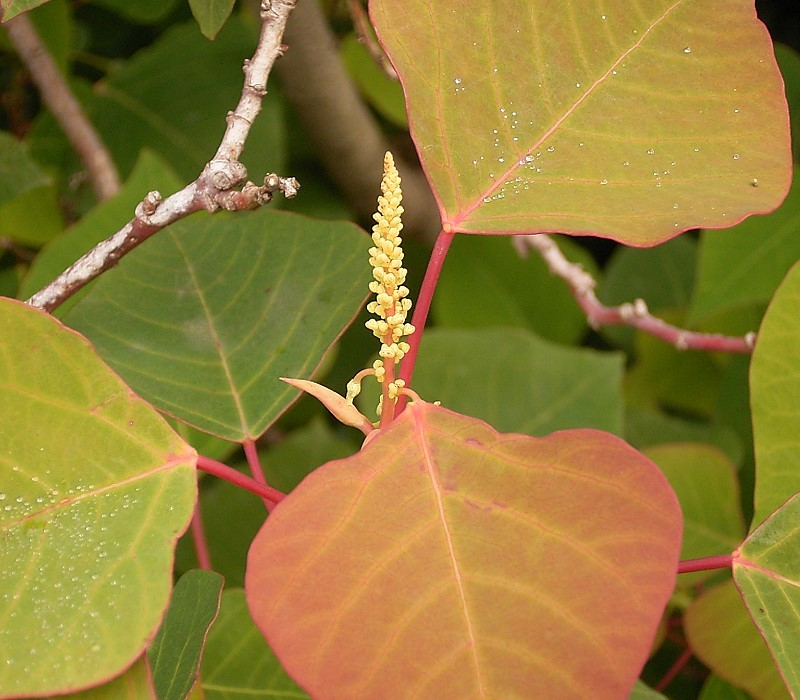
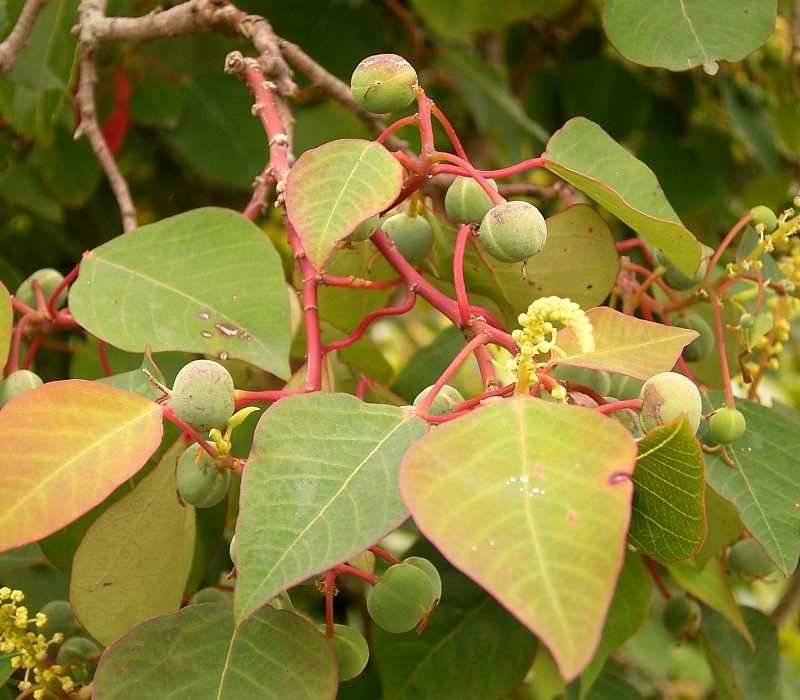
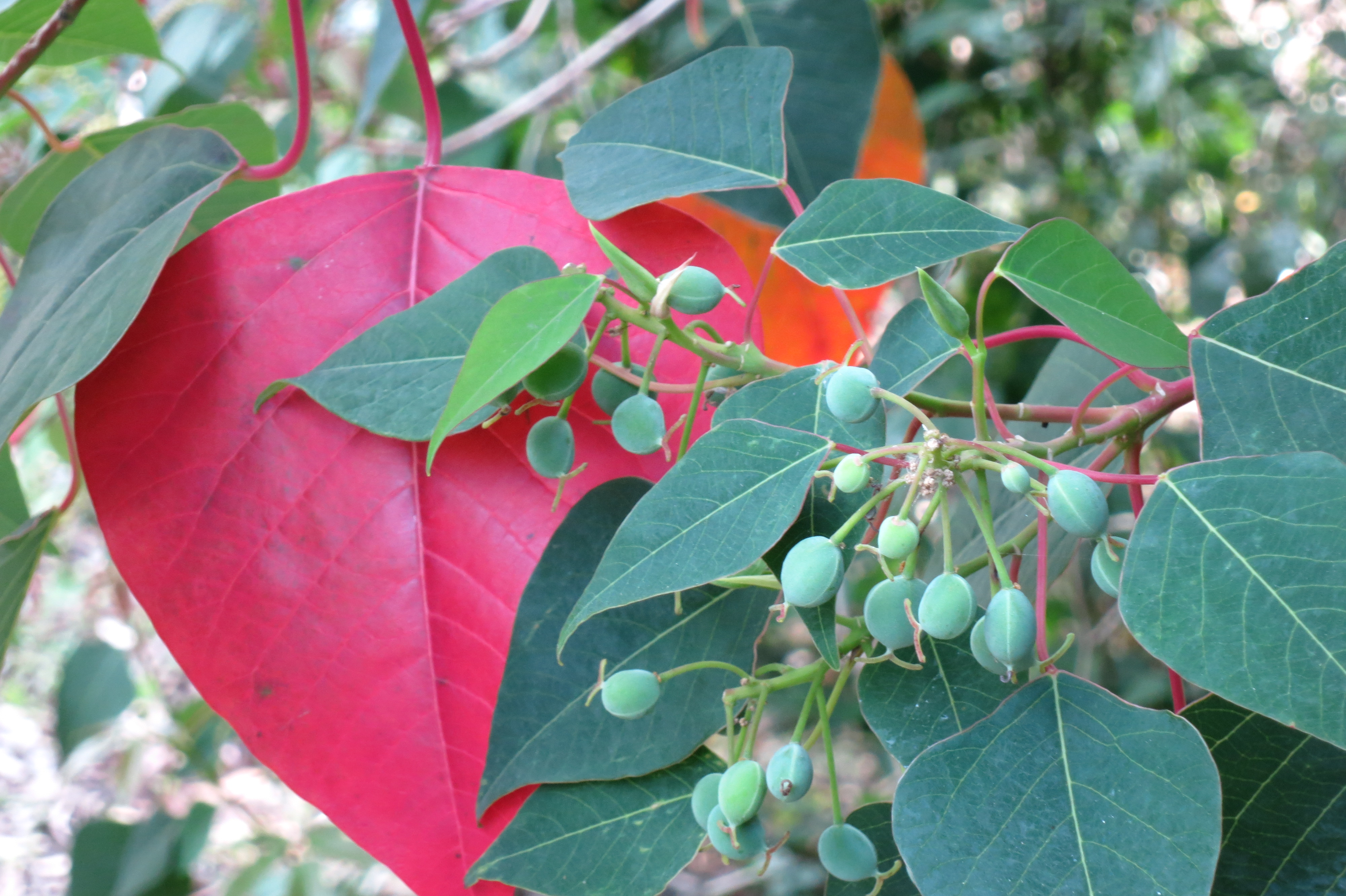
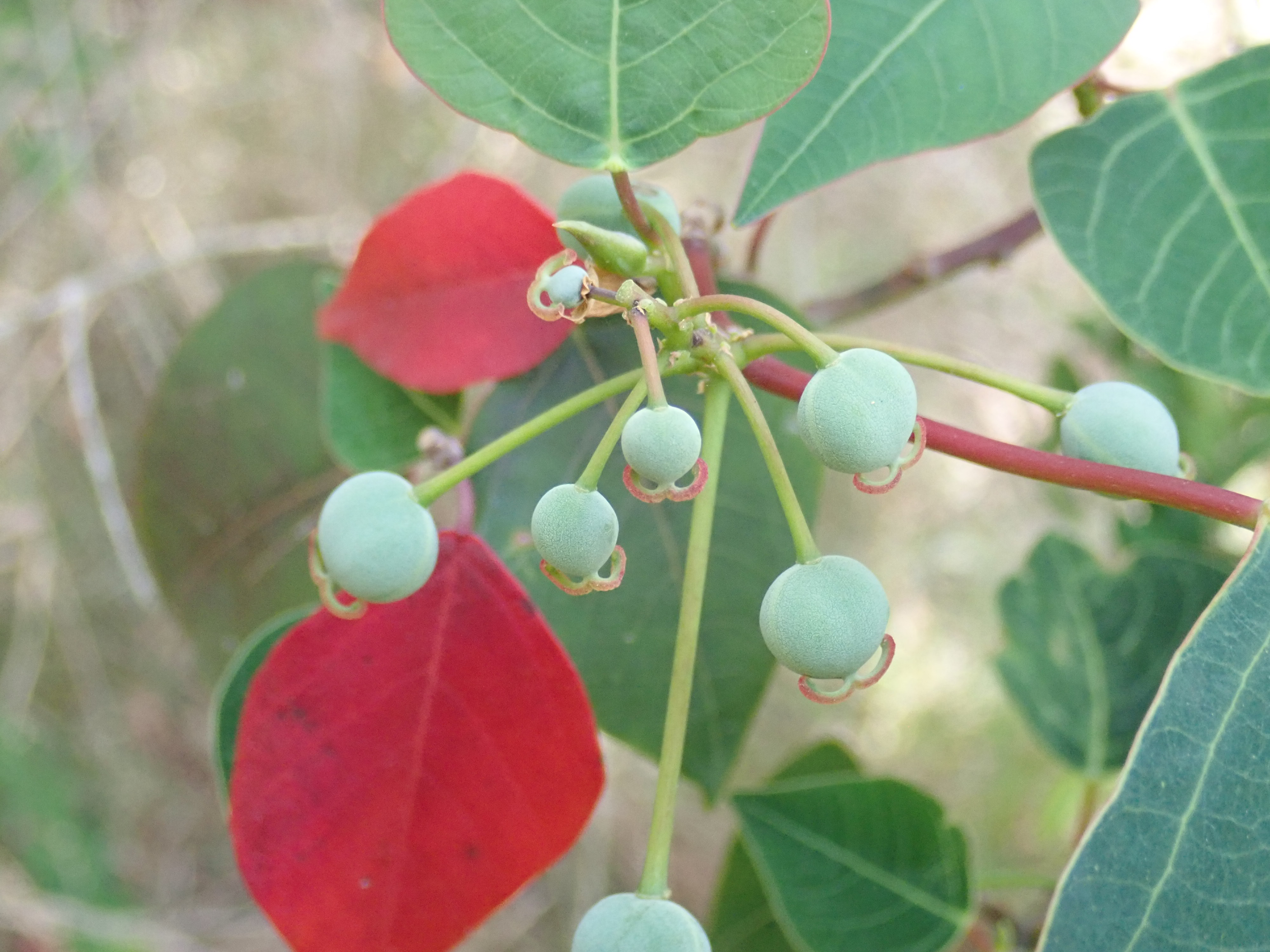
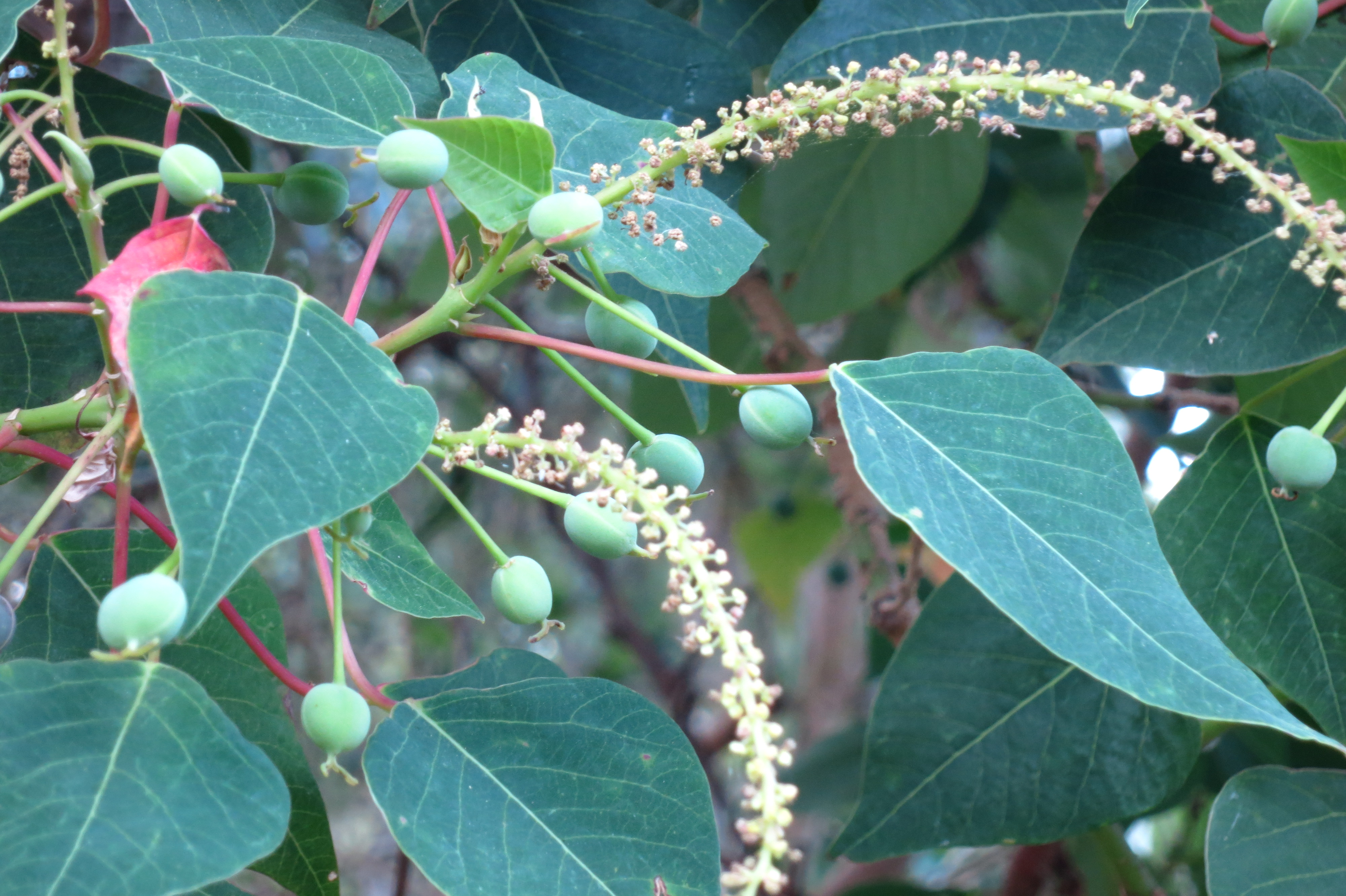